# 謝亞軒
謝亞軒（1998年10月30日—）為臺灣男子籃球運動員，主打得分後衛位置，現效力於台灣職業籃球大聯盟新北中信特攻。他在2021年T1聯盟新人選秀會中於第一輪被新北中信特攻選中。

## 早年生活
謝亞軒從小在桃園區長大，曾就讀新明國民小學和桃園市立新明國民中學；唸小學期間因為喜歡打躲避球和運動，而獲當時校內手球教練發掘，於是開始接觸該項冷門運動，曾兩度往歐洲匈牙利和瑞典作賽。至中學一年級時，基於家人希望他把重心放在課業上，故此選擇放棄手球運動，不久與相差1歲的胞兄謝亞倫一起轉打籃球。及後，他跟隨松山高中籃球隊訓練過一陣子，但考慮到自己沒有基礎，又不夠發揮空間，所以最終被哥哥說服而一同加入職業學校能仁家商，並於2014、2015年參戰103學年度高中籃球聯賽和104學年度高中籃球聯賽。

## 大學生涯
2016年修讀健行科技大學工業管理系學士課程，亦加入校內籃球隊，主要擔任得分後衛位置。 

## 職業生涯
2021年7月退出P. LEAGUE+新人選秀會而轉投T1聯盟的新人選秀會，並於第一輪獲新北中信特攻選中，8月24日正式加盟新北中信特攻，在啟程國際運動行銷贊助下開展其籃球職業生涯。
2023年1月14日，對戰臺南台鋼獵鷹的比賽中謝亞軒完成個人職業生涯第一百顆三分球。總計2023年1月謝亞軒出賽3場比賽，繳出場均21分、4.7籃板、3.3助攻、1.7抄截的表現，在2023年1月20日獲選T1聯盟2022-23賽季1月MVP。2月謝亞軒出賽3場比賽，繳出場均18分、4.7籃板、5.3助攻、2抄截的表現，在3月8日獲選T1聯盟2022-23賽季2月MVP，同時成為T1聯盟首位蟬聯月MVP的本土球員。6月1日，謝亞軒獲選該賽季年度進步獎。
2024-25賽季謝亞軒獲選年度防守第二隊。

## 國家隊生涯
2022杭州亞運中華隊                
2016年，他首次代表中華台北參加2016年U18亞青賽，2019年入選2019年瓊斯盃中華白隊。2021年代表中華男籃參加2021年亞洲盃資格賽第一輪第三階段。

## 生涯數據

### T1聯盟
例行賽
| 賽季    | 球隊         | GP | MPG   | 2P%  | 3P%  | FT%  | RPG | APG | SPG | BPG | PPG  |
| ------- | ------------ | -- | ----- | ---- | ---- | ---- | --- | --- | --- | --- | ---- |
| 2021–22 | 新北中信特攻 | 29 | 26:21 | 55   | 38.4 | 71.4 | 2.8 | 2.4 | 1.8 | 0.1 | 11   |
| 2022–23 | 新北中信特攻 | 27 | 28:46 | 46.7 | 44.6 | 86.4 | 3.5 | 2.8 | 1.5 | 0.1 | 13.2 |

季後賽
| 賽季 | 球隊         | GP | MPG   | 2P%  | 3P%  | FT% | RPG | APG | SPG | BPG | PPG  |
| ---- | ------------ | -- | ----- | ---- | ---- | --- | --- | --- | --- | --- | ---- |
| 2022 | 新北中信特攻 | 3  | 31:42 | 57.1 | 40   | 100 | 2.7 | 1.3 | 1.7 | 0   | 16.7 |
| 2023 | 新北中信特攻 | 3  | 27:39 | 44   | 47.1 | 100 | 4   | 4   | 1.7 | 0.3 | 12.7 |

總冠軍賽
| 賽季 | 球隊         | GP | MPG   | 2P%  | 3P%  | FT% | RPG | APG | SPG | BPG | PPG |
| ---- | ------------ | -- | ----- | ---- | ---- | --- | --- | --- | --- | --- | --- |
| 2023 | 新北中信特攻 | 4  | 21:39 | 47.4 | 27.3 | 60  | 1.5 | 1   | 1.5 | 0.5 | 6   |

## 榮譽
- 2018年：106學年度大專籃球聯賽年度新人王[19]
- 2021年：109學年度大專籃球聯賽年度人氣王[20]

## 外部連結
- 謝亞軒的Instagram帳戶
- 謝亞軒 UBA 個人資料 （页面存档备份，存于）
- 謝亞軒在fiba.basketball（英语）
- 謝亞軒在archive.fiba.com（存檔）（英语）
- 謝亞軒在fiba3x3.com（英语）
- 謝亞軒在台灣職業籃球大聯盟官網
- 謝亞軒在Eurobasket.com（球員）（英语）
- 謝亞軒在Proballers（英语）
- 謝亞軒在RealGM（球員）（英语）
- 謝亞軒在Flashscore（英语）